# Lipnisjki
Lipnisjki (vitryska: Ліпнішкі) är en agropolis i Belarus.   Den ligger i voblasten Hrodna voblast, i den nordvästra delen av landet, 130 km väster om huvudstaden Minsk. Lipnisjki ligger 149 meter över havet och antalet invånare är 500.

## Natur
Terrängen runt Lipnisjki är platt. Trakten är glest befolkad. Närmaste större samhälle är Iŭje, 13,8 km sydost om Lipnisjki.